# Nora stadshotell
Nora stadshotell är ett hotell i Nora med 38 rum.

## Byggnaden
Byggnaden hette ursprungligen Nora stadshus och invigdes den 17 november 1878 som kombinerat hotell och stadshus. Den ritades av Axel och Hjalmar Kumlien.

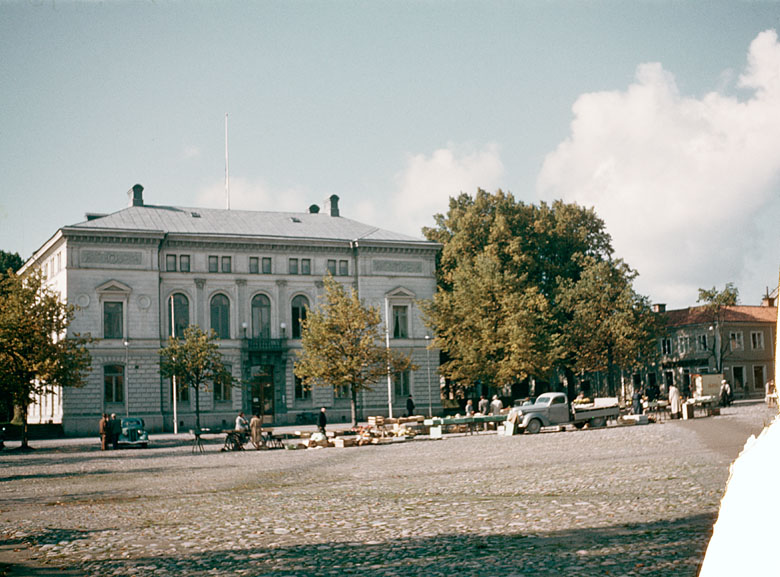
Nora stadshotell, 1950

År 1939 flyttade de kommunala myndigheterna ut och huset renoverades. Efter 1940 har hela byggnaden använts för hotell och restaurang. År 1969 uppfördes ett annex med butikslokaler på markplan.